# (2934) Aristophane
(2934) Aristophane, désignation internationale (2934) Aristophanes, est un astéroïde de la ceinture principale.

## Description
(2934) Aristophane est un astéroïde de la ceinture principale. Il fut découvert par le programme PLS le 25 septembre 1960 à l'observatoire Palomar. Il présente une orbite caractérisée par un demi-grand axe de 3,1683 UA, une excentricité de 0,0504 et une inclinaison de 8,7968° par rapport à l'écliptique.
Il fut nommé en hommage à Aristophane, poète comique grec du Ve siècle av. J.-C.

## Compléments